# كليتس ديكسون
كليتس ديكسون (بالإنجليزية: Cletus Dixon)‏ هو لاعب كرة قاعدة أمريكي، ولد في 26 أبريل 1899 في سنترفيل في الولايات المتحدة، وتوفي في أبريل 1986.

## وصلات خارجية
- كليتس ديكسون على موقعبيزبول رفرنس.كوم (الدوري الثانوي) (الإنجليزية)